# Vichéra (antiroman)
Vichéra (en russe : Вишера), auquel son auteur Varlam Chalamov ajoute le sous-titre d'antiroman, est un essai lié à ses séjours, en 1929 et en 1937, dans les camps de concentration de Vichlag et de la Kolyma.   
Lors de chacune des arrestations à Moscou, qui précède sa condamnation aux camps, Varlam Chalamov passe par la prison de la Boutyrka, où se déroule l'instruction. Il décrit cette prison et rapporte les réflexions sur ses séjours. Le premier passage en 1929 sera suivi rapidement d'un envoi au camp de Vichlag, situé dans le bassin de la rivière Vichera. Huit années plus tard, en 1937, son passage par la Boutyrka sera suivi d'un départ pour le camp de travail pénitentiaire de la Kolyma. Le premier et le dernier chapitre de l'ouvrage Vichéra portent le même titre, la date exceptée : « La prison des Boutyrki 1929 » et « La prison des Boutyrki 1937 » 

## La prison des Boutyrki 1929

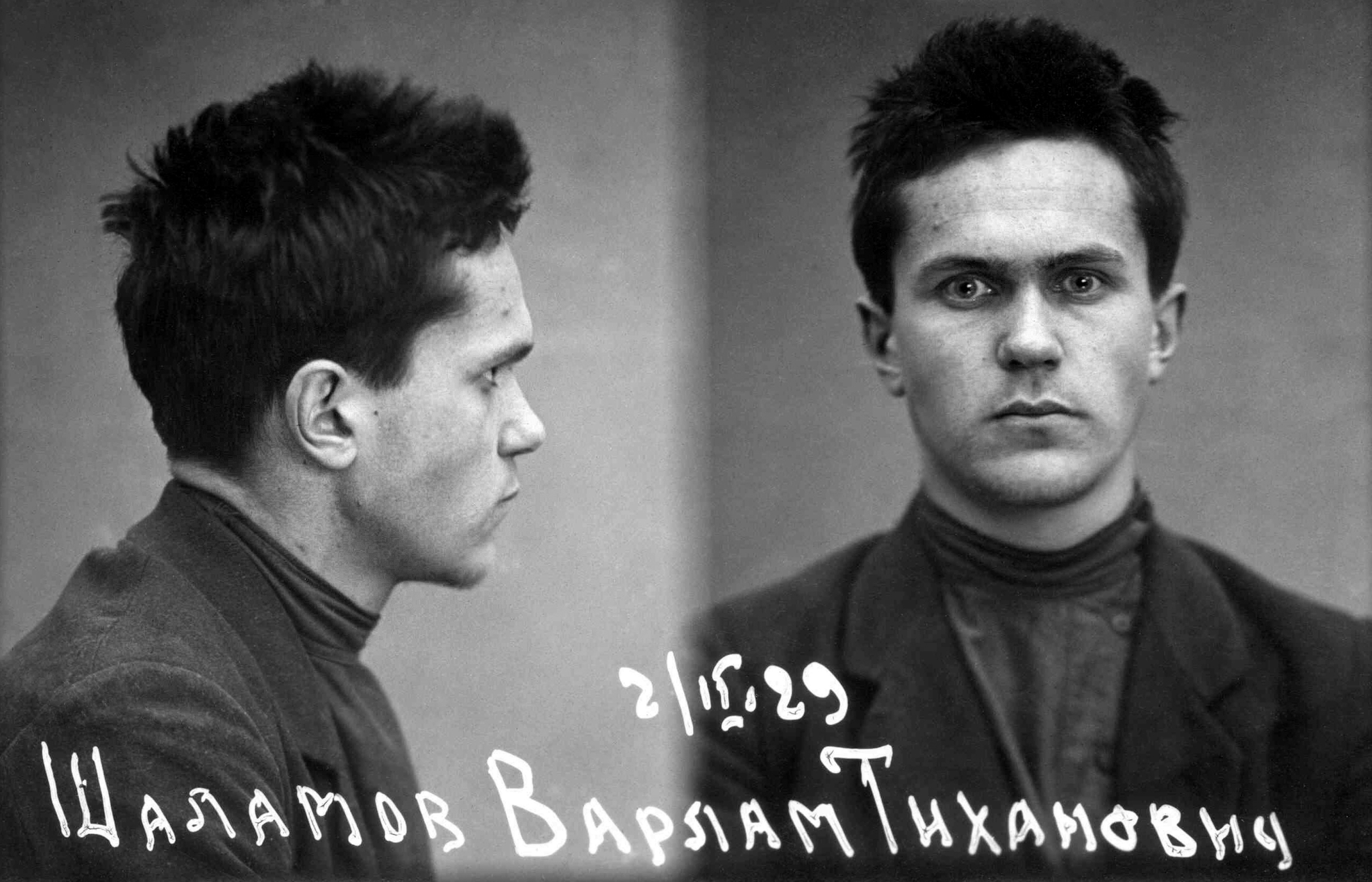
Varlam Chalamov en 1929

Le 19 février 1929, Chalamov est arrêté pour activité trotskyste contre-révolutionnaire et conduit à la Boutyrka. Il a 21 ans. Il y est envoyé dans le quartier d'isolement pour hommes et y reste un mois et demi. Il a l'occasion d'y réfléchir :
« J'ai eu l'occasion de comprendre pour toujours et de sentir de toute ma peau, de toute mon âme, que la solitude est l'état optimal de l'homme...Le solitaire est aidé par Dieu, par une idée, par une foi...Avais-je assez de force morale pour poursuivre ma route en solitaire... je suis reconnaissant à cette prison de m'avoir laissé mener seul dans une cellule la quête de la formule dont j'avais besoin pour vivre » .
Le 13 avril 1929, il arrive avec un convoi à pied dans le camp de concentration situé dans la Vichera, quatrième secteur de la Direction des Camps à destination spéciale des Solovki (acronyme SLON) . Bien que son affaire ait été instruite selon l'article 58 du code pénal de la RSFSR, alinéas 10 et 11 qui concernent la propagande et l'organisation contre-révolutionnaire, sa condamnation l'assimile à un voleur de droit commun, un élément socialement dangereux. Chalamov conclut que Staline n'a pas eu de volupté plus grande dans la vie que de condamner un homme pour un délit politique selon un article du droit commun.
« Entre-temps, j'avais pris la ferme décision, pour toute ma vie, d'agir uniquement selon ma conscience. Sans l'avis de personne. Je vivrais ma vie moi-même, bien ou mal mais je n'écouterais personne, ni les petits ni les grands. Mes erreurs  seraient mes erreurs à moi, et mes victoires aussi. J'ai pris en haine les hypocrites. J'ai compris que seul celui qui sait accomplir de ses propres mains tout ce qu'il oblige les autres à faire possède le droit de donner des ordres.... Le plus grand des vices est la lâcheté. Je m'efforçais de n'avoir peur de rien, et j'ai prouvé à plusieurs reprises que j'y étais parvenu. ».

## Edouard Berzine
L'auteur rencontre au camp de la Vichera nombre de personnes avec lequel il partage une période de sa détention : détenus, dirigeants de la prison, ingénieurs. Chacune fait l'objet d'un chapitre qui forme le substrat de l'antiroman. Une quinzaine de chapitres sont ainsi encadrés par les premiers et derniers chapitres consacrés à la Boutyrka. 
Varlam, Chalamov a vu notamment arriver à la Vichera le nouveau directeur du chantier de construction de l'usine chimique Edouard Berzine en provenance de la Tcheka. Le nombre de détenus qui était de deux mille à son arrivée passe à soixante mille en 1930. Les prisonniers étaient bien nourris à cette époque et personne n'utilisait les rations alimentaires pour faire pression et obliger à remplir le plan. Les prisonniers avaient droit à huit cents grammes de pain et à un repas chaud,.

## Départ pour laKolymaen passant par la Boutyrka en 1937

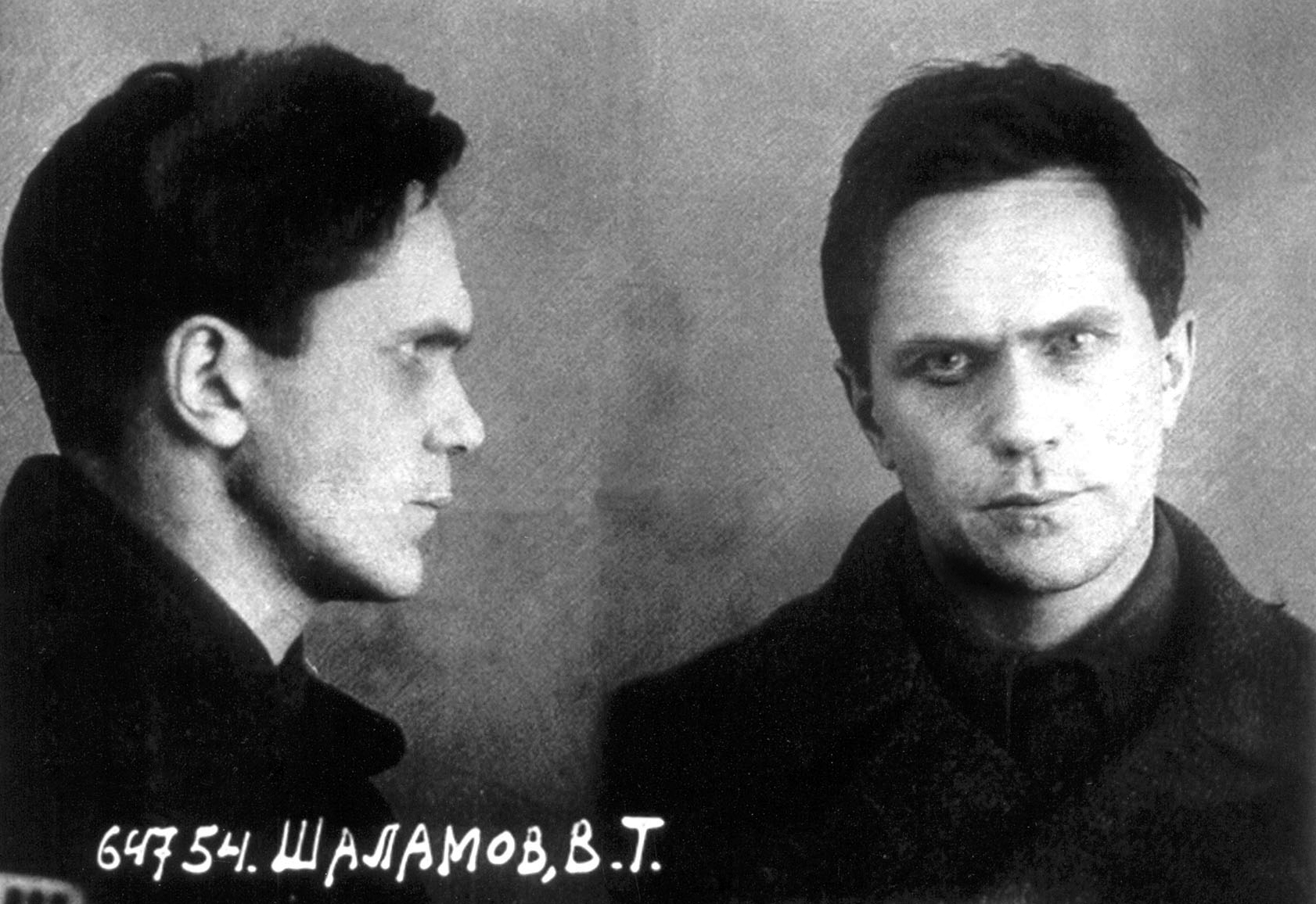
Varlam Chalamov en 1937

En octobre 1931 Chalamov est libéré et regagne Moscou où il écrit et publie ses premiers textes de poésie et de récits avec succès.
Mais le 12 janvier 1937, il est à nouveau arrêté pour « activité contre-révolutionnaire trotskyste. » Après les passages obligés par le NKVD, la Loubianka, il arrive à la prison de Boutyrka. Il subit là son instruction judiciaire et n'arrive à Magadan, le port d'accès à la Kolyma, qu'en août 1938. « Rien n'avait changé à la gare des Boutyrki » : 
Le starosteLe staroste d'une cellule d'instruction est élu mais n'a guère de pouvoir. Il doit faire respecter l'ordre concernant le ménage, les repas, les achats. Il doit veiller à maintenir les bruits à un niveau acceptable par les autorités. Il organise tous les pourparlers avec l'administration carcérale. Il doit prévenir les conflits entre les prisonniers. Il doit soutenir le moral des plus faibles.
La bibliothèque des Boutyrkic'est la seule de Moscou et de Russie à ne pas avoir subi de purges. Puisque les lecteurs étaient des prisonniers le pouvoir estimait qu'il n'était plus nécessaire de redouter l'influence de certaines lectures. Le nombre d'ouvrages était illimité.
Les conférenceselles avaient lieu après le déjeuner. N'importe qui pouvait raconter n'importe quoi susceptible d'intéresser tout le monde. Parfois c'étaient des professionnels qui prenaient la parole, des physiciens, des mathématiciens. D'autres racontaient seulement des nouvelles venues de l'extérieur ou lisaient à voix haute,.
La nourritureelle était simple mais consistante aux Boutyrki. Six cents grammes de pain le matin, vingt grammes de sucre, une dizaine de cigarettes. Du thé ou plutôt de l'eau bouillante et un sachet de framboise. Avec cela une écuelle de bouillie d'avoine ou des pommes de terre. À une heure de la soupe uniquement trois fois par semaine à la viande et trois fois au poisson. Une fois aux légumes. Le soir le même plat que le matin.
La cantineune fois tous les dix jours les détenus pouvaient faire des achats.
propretéla prison surprend Chalamov par son étonnante propreté, son absence de poux. Ceci malgré les douze mille places prévues et la circulation ininterrompue des détenus de bâtiments à d'autres.

## Fin de l'instruction et condamnation
Pour le détenu de la Boutyrka, l'essentiel est que l'instruction se termine le plus vite possible, que le destin soit fixé. Chalamov avait beau expliquer à ses compagnons que le camp serait mille fois pire que la prison, celui qui n'avait pas son expérience ne le croyait pas. Dans sa mémoire : « ces mois d'instruction sont restés comme une période heureuse de mon existence. ».
Au prononcé de leur peine ses compagnons étaient tous joyeux, surexcités. Personne n'avait l'air mécontent alors qu'on leur annonçait « Peine à purger à la Kolyma » . Comment expliquer cette attitude ? Chalamov explique :
- Une première raison est due à l'exaltation nerveuse bien connue de ceux qui ont fait de la prison.
- Une deuxième, est l'invraisemblance de la condamnation de l'innocence à laquelle il est impossible de se résigner. La prétendue instruction n'en était pas une et se contentait d'indices superficiels.
- Une troisième raison est l'impuissance qui fait que le condamné ne peut rien changer à son sort.
- Une quatrième raison est que les condamnés ont confiance dans le destin commun qu'ils partagent avec leurs camarades quand ils constatent l'absurdité de l'accusation inventée contre eux.
- Une cinquième raison peut être cette singularité du caractère russe qui se réjouit de tout. Si on lui donne dix ans c'est toujours mieux que vingt et s'il reçoit vingt on aurait pu le fusiller ! C'est la conception du moindre mal.
- Une dernière raison peut être qu'au plus vite on en aura fini avec l'incertitude de l'instruction au mieux ce sera. Lorsque la torture a été introduite cette dernière raison est devenue particulièrement puissante. On est resté en vie bien que l'on ait signé sous la torture[18].